# Stundenbuch der Jeanne d’Evreux

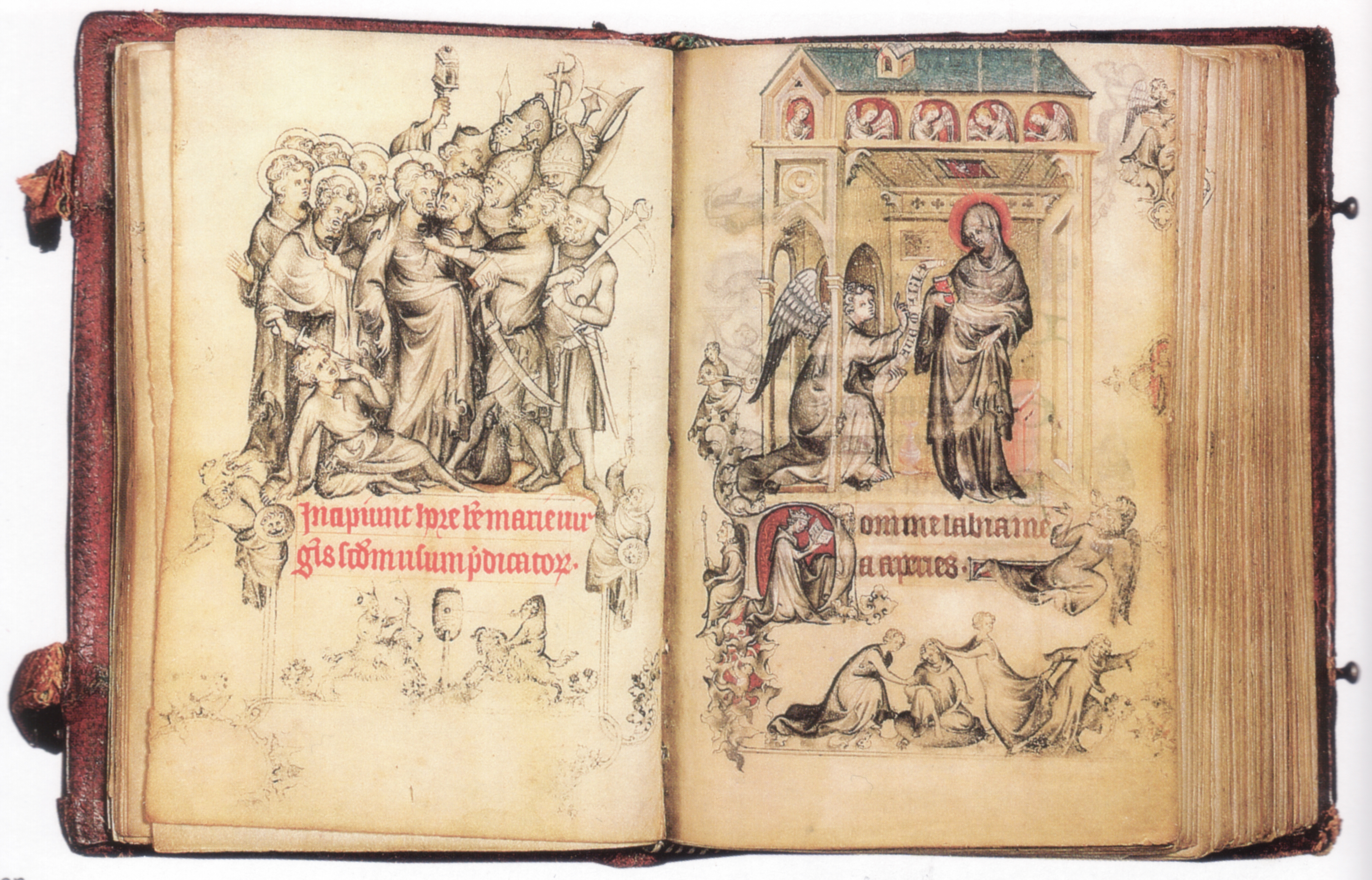
Stundenbuch der Jeanne d’Evreux: Verrat des Judas, Verkündigung

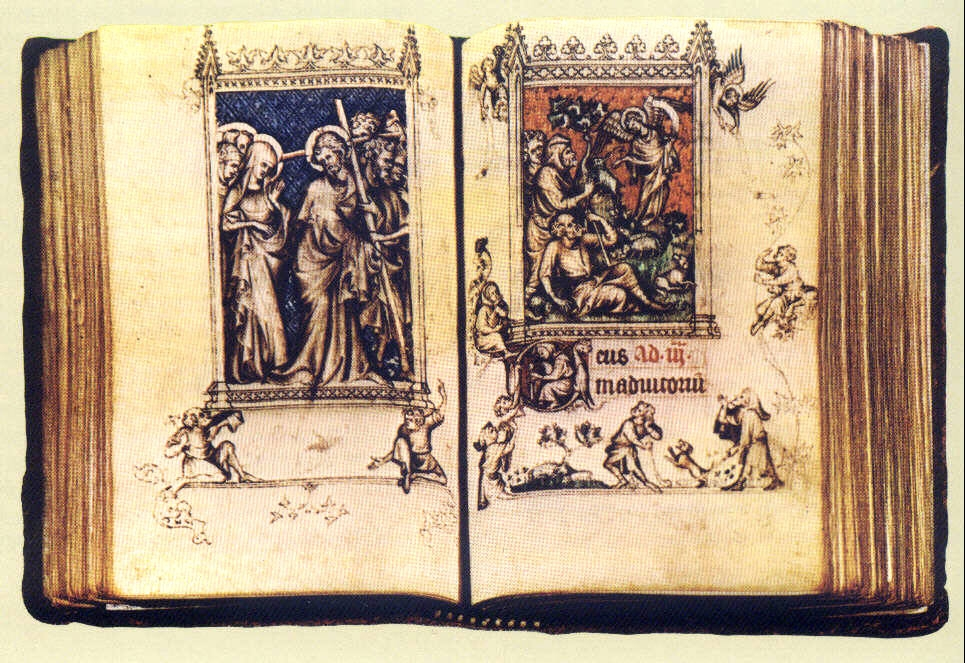
Christus mit dem Kreuz, Engel und Hirten

Als Stundenbuch der Jeanne d’Evreux wird ein Stundenbuch bezeichnet, das um 1325 bis 1328 in Paris entstand und vom Hofmaler Jean Pucelle mit 24 ganzseitigen Miniaturen und etwa 700 Randfiguren illuminiert wurde. Das kleinformatige Stundenbuch mit einem Format von 9,4 mal 6,4 cm folgt der Dominikanischen Liturgie und gilt als ein herausragendes Werk der gotischen Buchmalerei. Besondere kunsthistorische Bedeutung kommt ihm unter anderem deshalb zu, weil Pucelle mit diesem Werk die Grisaille-Technik in die Buchmalerei einführte, die im gesamten 14. Jahrhundert sehr beliebt bleiben sollte, und weil sich in ihm die erste wirklich dreidimensionale Innenraumdarstellung nördlich der Alpen findet.
Seinen Namen erhielt das Stundenbuch nach Jeanne d’Evreux, der Gemahlin des französischen Königs Karl des Schönen, für die dieser das Buch als Geschenk anfertigen ließ. Es wird heute im New Yorker Metropolitan Museum of Art aufbewahrt.

## Miniaturen
Auf der oben abgebildeten ersten Doppelseite ist rechts die Verkündigung zu sehen. Der Erzengel Gabriel und Maria befinden sich innerhalb einer gotischen Halle, deren Vorderfront wie eine Türe von einem kauernden Engel geöffnet wurde. In der offenen Arkade unter dem Dach sitzen betende, an den Seiten zwei musizierende Engel. In der figürlichen Initiale D von Domine, labia mea aperies („Herr, öffne meine Lippen“) tritt Jeanne d’Evreux selbst als winzige, gekrönte Figur, vor einem Gebetbuch kniend, in Erscheinung. In der Bordüre unterhalb der zwei Textzeilen spielen einige Damen ein Gesellschaftsspiel. Die Szene auf der linken Seite stellt den Verrat des Judas Iskariot dar, darunter ein rot geschriebener Text mit der Ankündigung des Marienoffiziums und am Fuß der Seite eine weitere zusammenhanglose Darstellung zweier Männer auf einer Ziege und einem Widder, die nach einem Fass stoßen.
Die zweite Einführungsseite zeigt Christus mit dem Kreuz und gegenüber die Verkündigung an die Hirten durch den Engel. Die munteren Engel und anderen Randfiguren ergänzen die Szene. Die Initiale unterhalb der Szene füllt ein Sackpfeife spielender Musiker und am linken unteren Bildrand bläst ein Schäfer in eine Schalmei.  Die gotischen Verzierungen am oberen Rand beider Miniaturen geben der Doppelseite ein gewisses Gleichgewicht, fast eine Symmetrie. Die beiden kauernden Karyatiden, die den Rahmen der Miniatur stützen, sind mit dem Engel der vorhergehenden Seite vergleichbar, der das Verkündigungsbild hält.

## Testament der Königin Jeanne
Es ist historisch bedeutsam, dass Königin Jeanne ihr Stundenbuch dem regierenden Valois-König Karl V. (Frankreich) vermachte: „.. zunächst für den König, unsern Herrn, ein kleines Gebetbuch, das König Karl, Gott sei seiner Seele gnädig, für Madame hatte machen lassen, das Pucelle illuminierte“. Die Erwähnung des Künstlernamens deutet darauf hin, dass Pucelle noch lange nach seinem Tod der königlichen Familie in Erinnerung war.

## Details

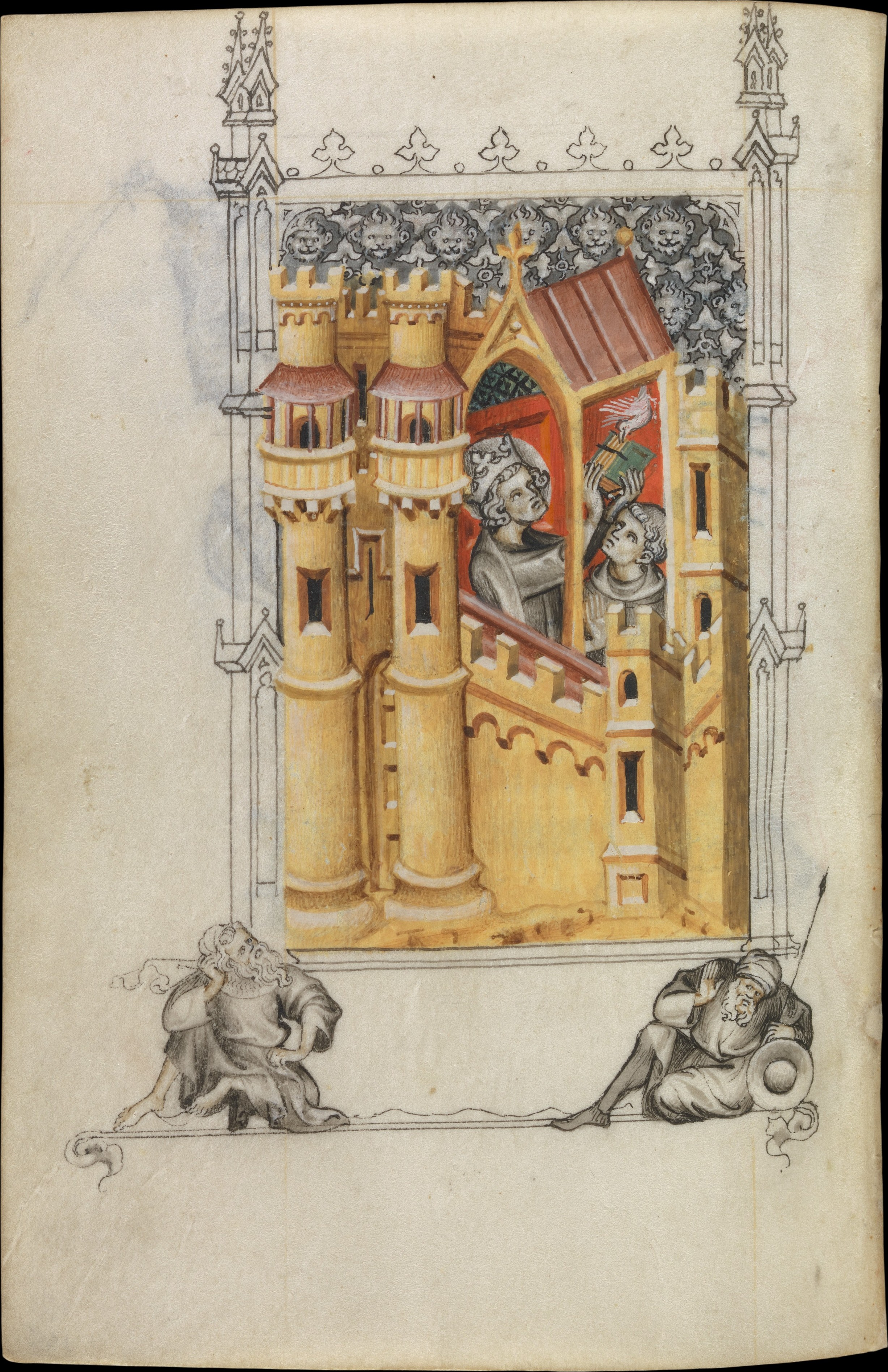
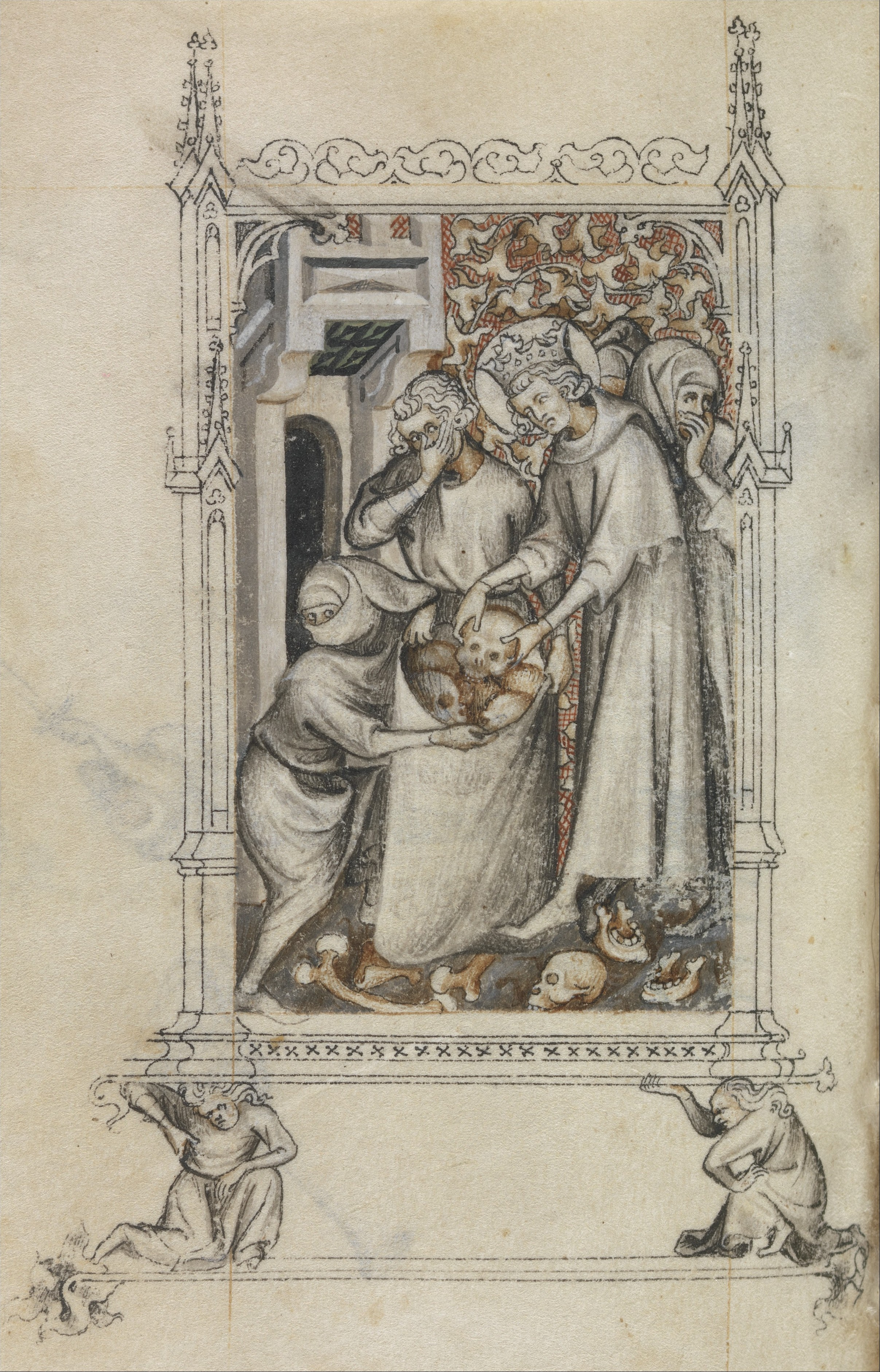
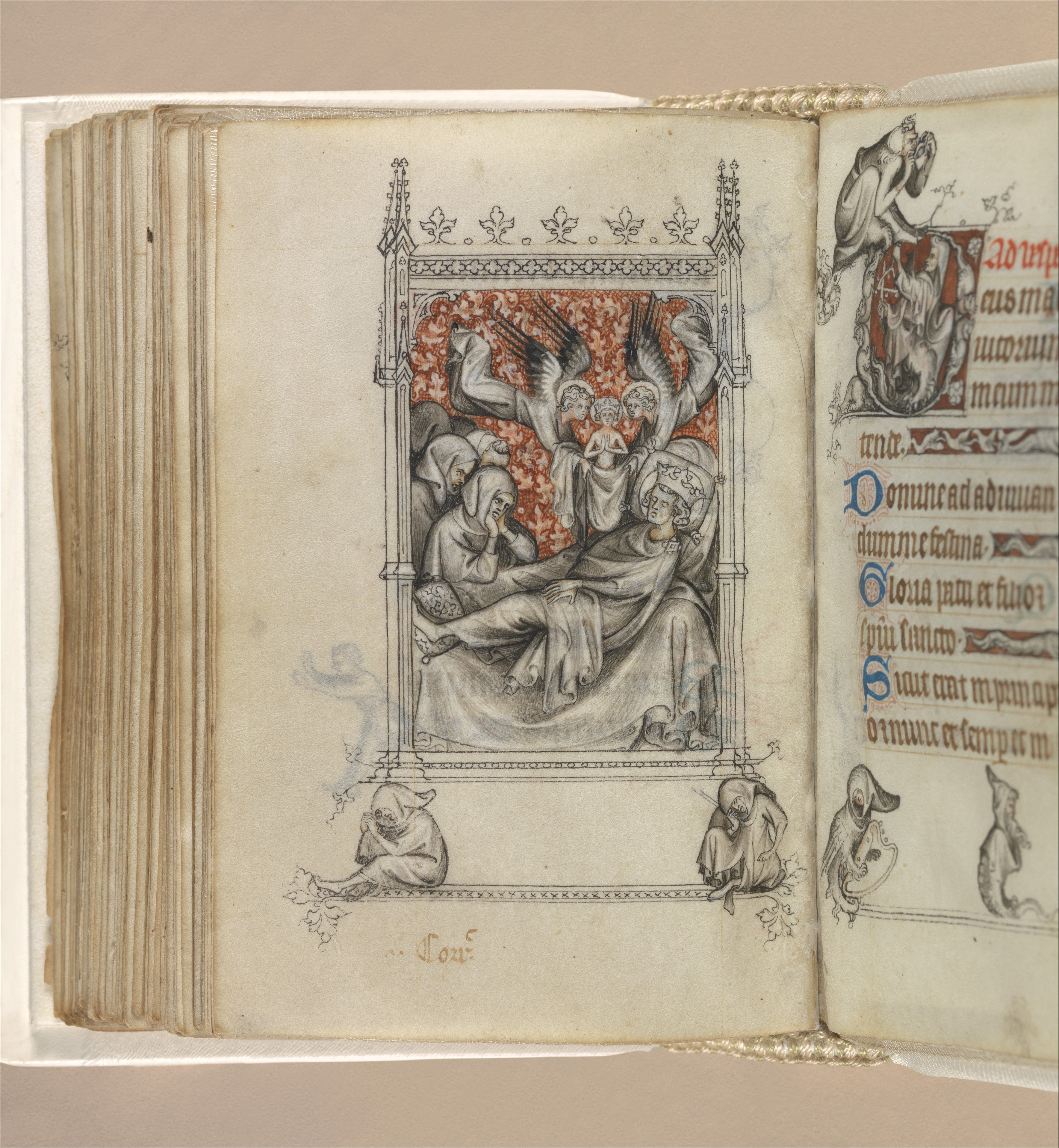
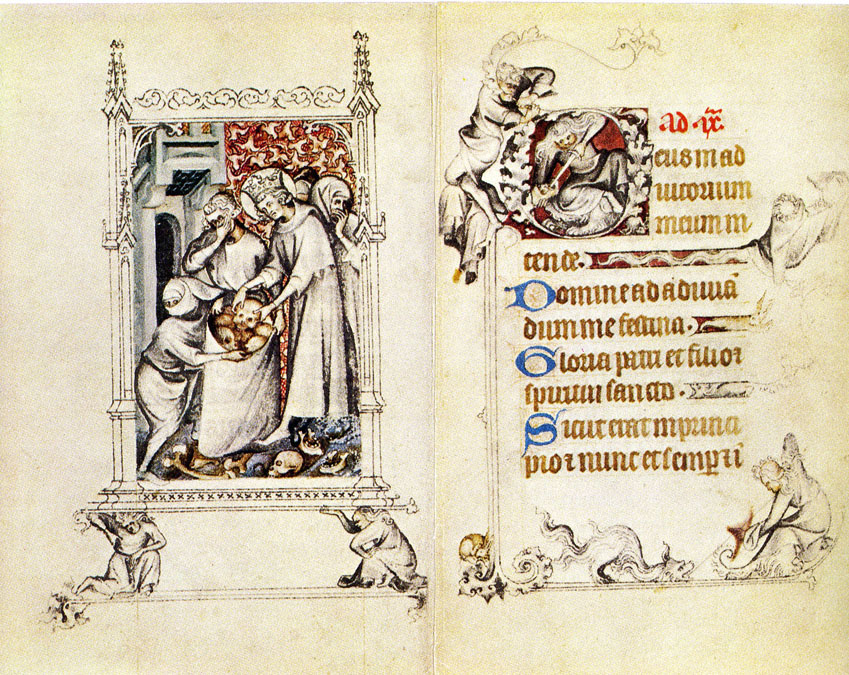
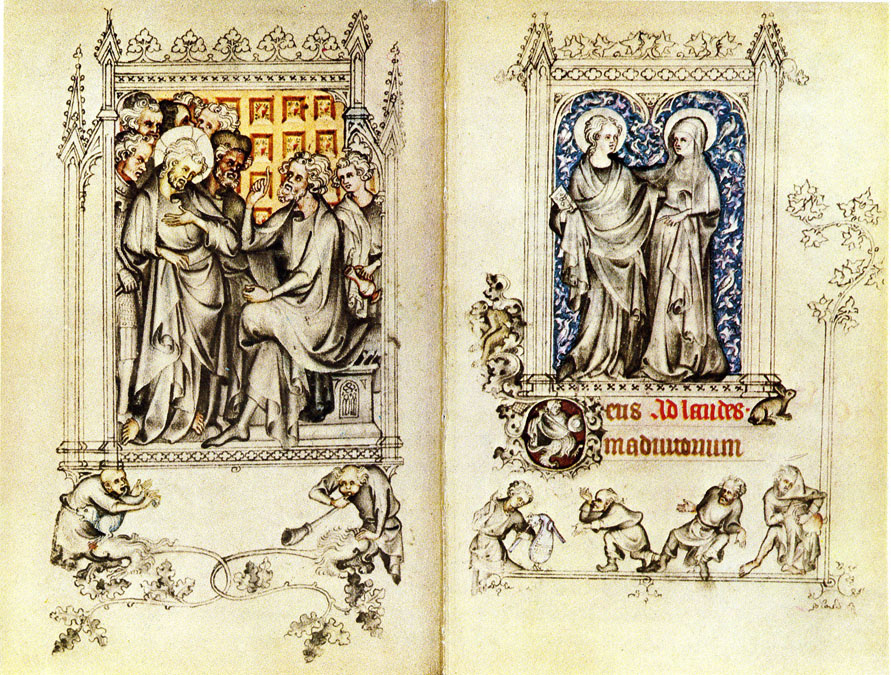
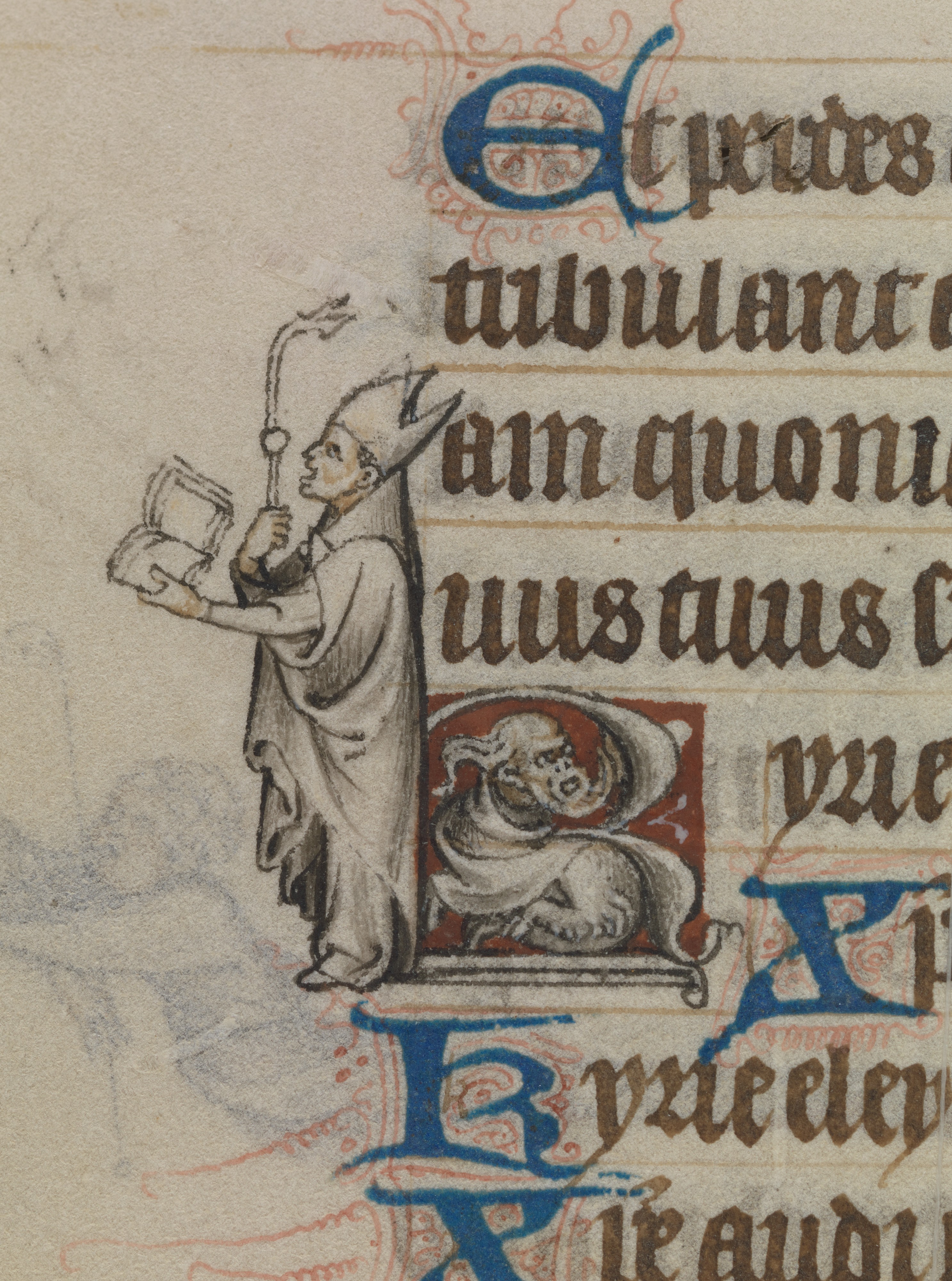
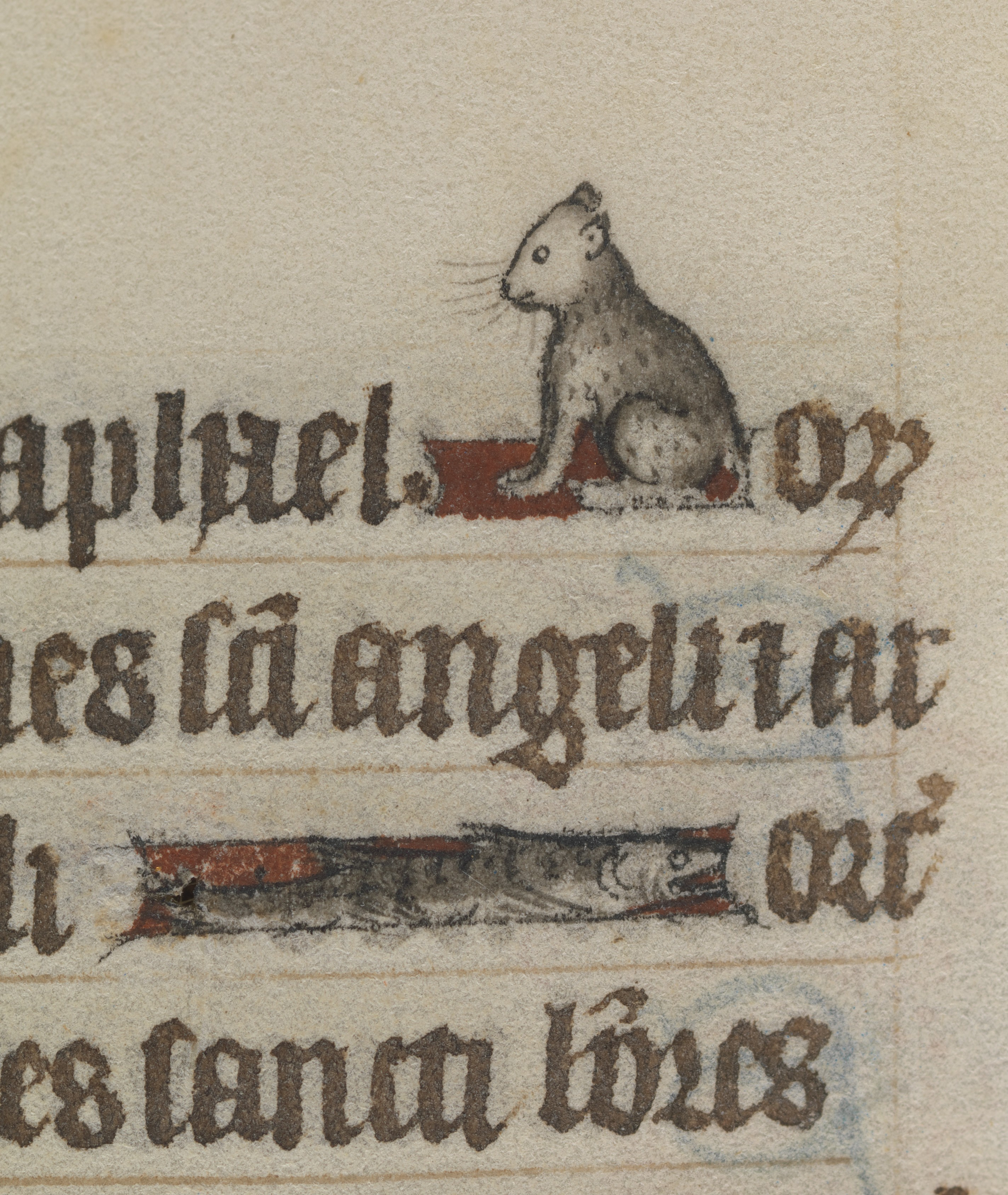
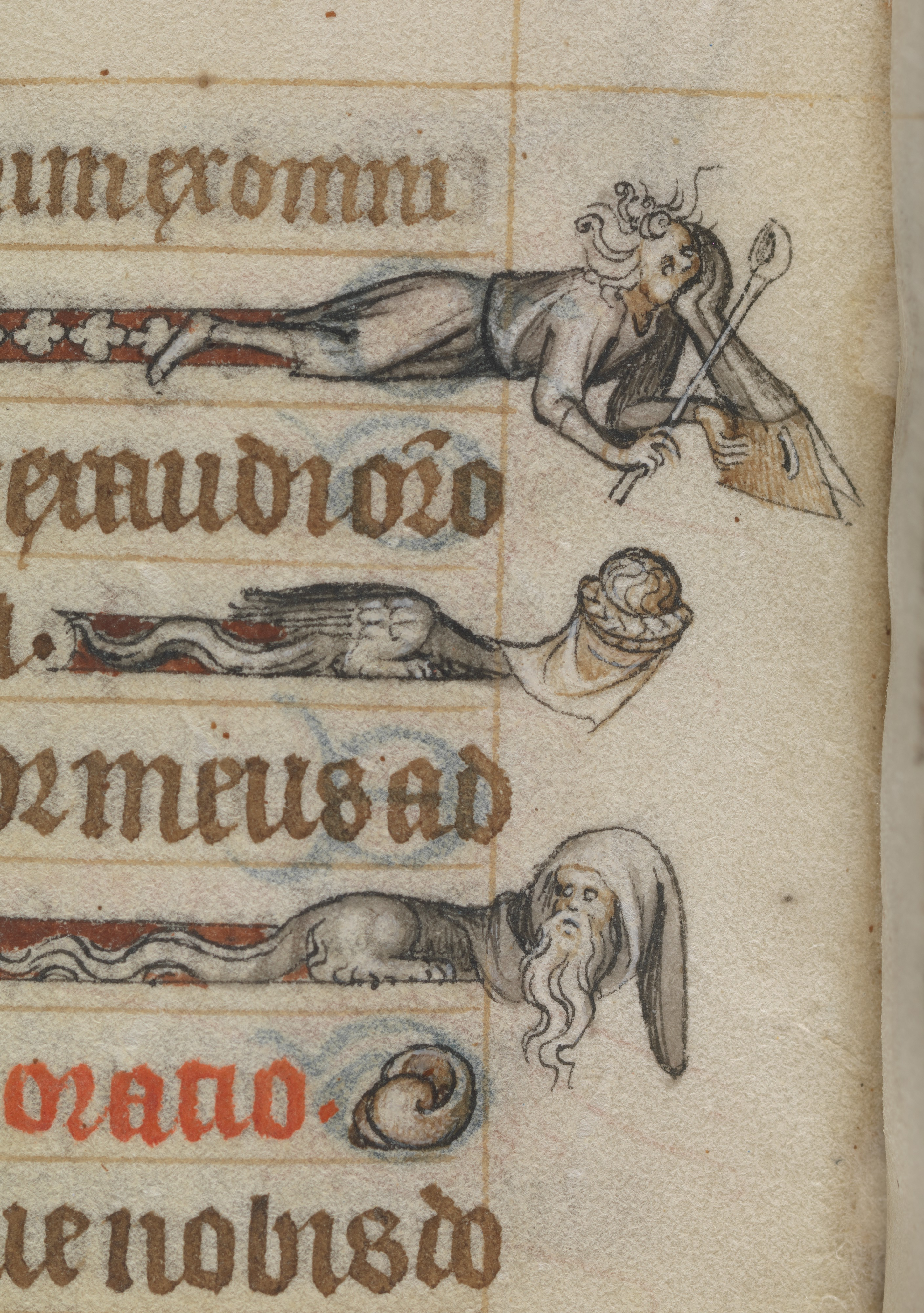